# Mimegralla formosana
Mimegralla formosana är en tvåvingeart som först beskrevs av Leander Czerny 1932.  Mimegralla formosana ingår i släktet Mimegralla och familjen skridflugor.
Artens utbredningsområde är Taiwan. Inga underarter finns listade i Catalogue of Life.